# Panama (Kalifornia)
Panama – obszar niemunicypalny w hrabstwie Kern, w Kalifornii (Stany Zjednoczone), na wysokości 107 m.